# GIMP
The GIMP (akronym for: GNU Image Manipulation Program) er et frit billedbehandlingsprogram, hvis styrke ligger i behandling af bitmap-billeder.
Det indeholder blandt andre filtre til håndtering af fotografier, billeder og tegninger. Hertil kommer et script-sprog (Script-Fu) og mange udvidelsesmoduler ("plugins").
Programmet er i open source-kategorien og frigivet under GNU General Public License. Det kan anvendes på de fleste operativsystemer (herunder Unix, Linux, Windows og Mac OS X) og er oversat til mange sprog, herunder dansk.

## Features

### Pensler, farver og maleværktøjer
- 48 standard pensler, samt mulighed for selv at lave nye.
- Pensler kan bruges med hård kant, blød kant eller til at slette. De kan også male med forskellig opacitetsniveauer (hvidbalance) eller benyttes til at tilføje forskellige effekter.
- Paletten har med RGB, HSV, farvehjul, CMYK, og rig mulighed for at mikse farver, plus værktøjer til at opsamle farver fra billedet med forskellige indstillinger. Har også understøttelse for hexadecimale farvekoder (som bruges i forbindelse med web-teknologier som  XHTML, HTML og CSS).

### Markerings og maskeringsværktøjer
- Marker rektangulært, cirkulært, lignenede farver eller med fri hånd.
- Intelligent markeringsværktøj, kendt som ”den magiske kost” (en: Magic Wand), bruges til at markere sammenhængende områder i billedet.

### Lag, gennemsigtighed
- Understøttelse af lag, også transparente lag som kan vises, gemmes eller gjort delvist transparente.
- Transparente og delvist transparente billeder.
- Med kanaler er det muligt at tilføje forskellige typer af opacitetsniveauer (hvidbalance) og farveeffekter til billeder.

### Stier
- Understøtter stier som indeholder liniestykker eller bezier kurver. Stier kan navngives, gemmes og malet over med pensler, mønstre eller tilføjes linieeffekter.

## Filtyper
GIMP kan åbne og gemme følgende filformater:
- GIMP XCF, det indbyggede format (.xcf, er komprimeret som .xcf.gz eller .xcf.bz2)
- Autodesk flic animationer (.fli)
- DICOM (.dcm eller .dicom)
- Postscript dokumenter (.ps, .ps.gz og .eps)
- FITS astronomiske billeder (.fits, eller .fit)
- Scalable vector graphics til at eksportere vektor grafik,på engelsk "paths" (.svg)
- Microsoft Windows ikon-format (.ico)
- Windows bitmap (.bmp)
- Paintshop Pro billeder (.psp eller .tub)
- Adobe Photoshop PSD (.psd)
- PNM billeder (.pnm, .ppm, .pgm, og .pbm)
- Compuserve GIF billeder og animationer (.gif)
- JPEG fotos (.jpeg, .jpg, eller .jpe)
- PNG billeder (.png)
- Tagged Image File Format (.tiff eller .tif)
- TARGA (.tga)
- X bitmap billeder (.xbm, .icon, eller .bitmap)
- X pixmap billeder (.xpm)
- X window dump (.xwd)
- Zsoft PCX (.pcx)

GIMP kan åbne, men ikke gemme følgende formater:
- PDF dokumenter (.pdf)

GIMP kan gemme til følgende formater, men ikke kan åbne dem:
- HTML som en tabel med farvede celler (.html)
- C kildefiler som et "array" (.c eller .h)
- MNG animationer (.mng)

### Bøger og manualer på engelsk
- A list of many GIMP books Arkiveret 9. januar 2006 hos  Wayback Machine
- GIMP – The Official Handbook, by Olof S. Kylander, Karin Kylander Arkiveret 1. januar 2006 hos  Wayback Machine
- Grokking the GIMP Arkiveret 1. juli 2009 hos  Wayback Machine (mirror Arkiveret 10. januar 2006 hos  Wayback Machine, Debian package Arkiveret 17. februar 2006 hos  Wayback Machine), by Carey Bunks
  - Free 'HTML book' about GIMP and digital photo editing in general
- GIMP User Manual 2.0 Arkiveret 27. november 2020 hos  Wayback Machine   (still under development)

### GIMP tricks på engelsk
- Windows GIMP Deweirdifyer plugin Arkiveret 7. februar 2006 hos  Wayback Machine (info at GUG Arkiveret 1. januar 2006 hos  Wayback Machine)
  - Populært til at organisere GIMP-paneler i et enkelt vindue under Microsoft Windows.
- Tastaturgenveje a la Photoshop til GIMP 2.0 Arkiveret 9. januar 2006 hos  Wayback Machine
- WLUG Wiki:   GimpVersusPhotoshop

| Software | Spire Denne artikel om software og programmering er en spire som bør udbygges. Du er velkommen til at hjælpe Wikipedia ved at udvide den. |